# Пугачёвск
Пугачёвск — узловая железнодорожная станция Приволжской железной дороги. Отсюда идут линии к станциям Новоперелюбская, Сенная (двухпутные), Ершов, Звезда (однопутные).
Станция Пугачёвск относится к Саратовскому региону дороги, находится в городе Пугачёве Саратовской области
Станция не электрифицирована, пассажирское движение обслуживается тепловозами Приволжской дороги серии ТЭП70, ТЭП70БС приписки ТЧ Саратов, грузовое движение тепловозами 2ТЭ116У, 2ТЭ25КМ, приписки ТЧ Ершов.
Ближайшие станции: в направлении станции Сенная — Иргиз, в направлении станции Красногвардейца — Порубежка, в направлении станции Ершов — Разъезд 82 км, в направлении станции Звезда — Большая Таволжка.

## Дальнее сообщение
По состоянию на декабрь 2018 года через станцию курсируют следующие поезда дальнего следования:
| № поезда                        | Маршрут движения                  | № поезда                        | Маршрут движения                  |
| Круглогодичное движение поездов | Круглогодичное движение поездов   | Круглогодичное движение поездов | Круглогодичное движение поездов   |
| ------------------------------- | --------------------------------- | ------------------------------- | --------------------------------- |
| 103                             | Уфа — Саратов                     | 104                             | Саратов — Уфа                     |
| 345                             | Нижневартовск — Адлер             | 346                             | Адлер — Нижневартовск             |
| Сезонное движение поездов       |                                   |                                 |                                   |
| 241                             | Иркутск — Адлер                   | 242                             | Адлер — Иркутск                   |
| 249                             | Новокузнецк — Имеретинский курорт | 250                             | Имеретинский курорт — Новокузнецк |
| 251                             | Барнаул — Адлер                   | 252                             | Адлер — Барнаул                   |
| 269                             | Чита — Адлер                      | 270                             | Адлер — Чита                      |
| 273                             | Северобайкальск — Адлер           | 274                             | Адлер — Северобайкальск           |
| 453                             | Уфа — Новороссийск                | 454                             | Новороссийск — Уфа                |
| 455                             | Челябинск — Новороссийск          | 456                             | Новороссийск — Челябинск          |
| 477                             | Челябинск — Адлер                 | 478                             | Адлер — Челябинск                 |
| 545                             | Орск — Имеретинский курорт        | 546                             | Имеретинский курорт — Орск        |